# 파울 요한 안젤름 폰 포이어바흐 기사

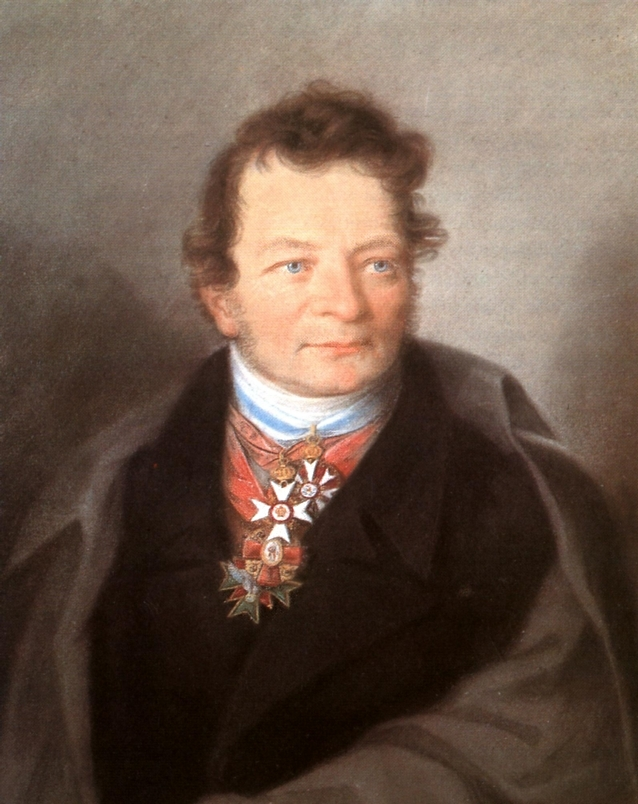

파울 요한 안젤름 폰 포이어바흐(독일어: Paul Johann Anselm Ritter von Feuerbach, 1775년 11월 14일 ~ 1833년 5월 29일)은 독일의 법학자이다.
바이에른 형법을 만들기도 한 그는 철학자인 루트비히 안드레아스 폰 포이어바흐의 아버지이기도 하다.